# German Open 1997 (Badminton)
Die German Open 1997 im Badminton fanden vom 2. bis 5. Oktober 1997 in Saarbrücken statt. Das Preisgeld betrug 170.000 USD. Das Turnier hatte damit einen Fünf-Sterne-Status im World Badminton Grand Prix.

## Sieger und Platzierte
| Disziplin    | Gold                          | Silber                                 | Bronze                                |
| ------------ | ----------------------------- | -------------------------------------- | ------------------------------------- |
| Herreneinzel | Peter Gade                    | Poul-Erik Høyer Larsen                 | Peter Rasmussen                       |
| Herreneinzel | Peter Gade                    | Poul-Erik Høyer Larsen                 | Jeroen van Dijk                       |
| Dameneinzel  | Camilla Martin                | Marina Andrievskaia                    | Margit Borg                           |
| Dameneinzel  | Camilla Martin                | Marina Andrievskaia                    | Kelly Morgan                          |
| Herrendoppel | Jesper Larsen Jens Eriksen    | Simon Archer Chris Hunt                | Jon Holst-Christensen Michael Søgaard |
| Herrendoppel | Jesper Larsen Jens Eriksen    | Simon Archer Chris Hunt                | Jim Laugesen Thomas Stavngaard        |
| Damendoppel  | Rikke Olsen Helene Kirkegaard | Lisbet Stuer-Lauridsen Marlene Thomsen | Ann Jørgensen Majken Vange            |
| Damendoppel  | Rikke Olsen Helene Kirkegaard | Lisbet Stuer-Lauridsen Marlene Thomsen | Marina Andrievskaia Catrine Bengtsson |
| Mixed        | Jens Eriksen Marlene Thomsen  | Michael Søgaard Rikke Olsen            | Janek Roos Helene Kirkegaard          |
| Mixed        | Jens Eriksen Marlene Thomsen  | Michael Søgaard Rikke Olsen            | Chris Hunt Donna Kellogg              |

## Finalergebnisse
| Disziplin    | Sieger                        | Finalist                               | Ergebnis            |
| ------------ | ----------------------------- | -------------------------------------- | ------------------- |
| Herreneinzel | Peter Gade                    | Poul-Erik Høyer Larsen                 | 12–15, 15–12, 15–12 |
| Dameneinzel  | Camilla Martin                | Marina Andrievskaia                    | 11–7, 11–2          |
| Herrendoppel | Jesper Larsen Jens Eriksen    | Simon Archer Chris Hunt                | 15–4, 15–8          |
| Damendoppel  | Rikke Olsen Helene Kirkegaard | Lisbet Stuer-Lauridsen Marlene Thomsen | 4–15, 15–5, 15–8    |
| Mixed        | Jens Eriksen Marlene Thomsen  | Michael Søgaard Rikke Olsen            | 15–11, 12–15, 15–6  |

## Herreneinzel Qualifikation
- Franz-Josef Müller –  Stoil Jilev: 15-3 / 15-0
- Sven Landwehr –  Stefan Mattheus: 15-1 / 15-10
- Christian Barthel –  Kristof Hopp: 15-7 / 15-7
- Marek Bujak –  Ulrik Nørgaard: 14-17 / 15-7 / 15-5
- Jacek Hankiewicz –  Björn Joppien: 15-10 / 15-1
- Ivan Sotirov –  Sören Bredenkamp: 15-12 / 15-6
- Jens Roch –  Brian Sutherland: 15-4 / 15-5
- Boris Reichel –  Zainal Malik: 15-12 / 18-13
- Bram Fernardin –  Oliver Mallia: 15-2 / 15-8
- Andreas Wölk –  Joachim Fischer Nielsen: 15-12 / 16-18 / 15-8
- Franz-Josef Müller –  Roman Spitko: 15-8 / 18-16
- Michael Helber –  Sven Landwehr: 15-0 / 15-0
- Christian Barthel –  Bernd Schwitzgebel: 17-14 / 17-16
- Marek Bujak –  Jacek Hankiewicz: 15-9 / 15-5
- Ivan Sotirov –  Gregor Hönscheid: 15-9 / 15-4
- Jens Roch –  Marc Hannes: 15-11 / 15-7
- Bram Fernardin –  Boris Reichel: 10-15 / 15-7 / 15-8
- Mike Joppien –  Andreas Wölk: 15-6 / 9-15 / 15-9

## Herreneinzel
- Rikard Magnusson –  Joris van Soerland: 15-2 / 15-2
- Ville Kinnunen –  Mihail Popov: 15-5 / 18-13
- Thomas Søgaard –  Hidetaka Yamada: 15-3 / 15-8
- Marek Bujak –  Björn Decker: 15-11 / 15-2
- Martin Lundgaard Hansen –  Jacek Niedźwiedzki: 15-9 / 15-5
- Stanislav Pukhov  –  Bram Fernardin: 15-8 / 18-17
- Ismail Saman –  Darren Hall: 18-14 / 13-15 / 15-10
- Dharma Gunawi –  Craig Robertson: 15-4 / 15-13
- Ilkka Nyqvist –  Michael Helber: 15-12 / 15-13
- Anders Boesen –  Norman Eby: 15-2 / 15-7
- Colin Haughton –  Guntur Hariono: 15-4 / 15-6
- Dicky Palyama –  Bruce Flockhart: 18-15 / 15-12
- Pontus Jäntti –  Jens Roch: 15-4 / 15-1
- Hargiono –  Boris Kessov: 15-1 / 15-1
- Chris Bruil –  Tadashi Ohtsuka: 15-6 / 15-3
- Oliver Pongratz –  Peter Janum: w.o.
- Poul-Erik Høyer Larsen –  Andrej Pohar: 15-4 / 15-4
- Rikard Magnusson –  Ville Kinnunen: 17-15 / 15-5
- Kevin Han –  Gerben Bruijstens: 10-15 / 15-4 / 18-13
- Thomas Søgaard –  Marek Bujak: 15-8 / 6-15 / 15-5
- Jeroen van Dijk –  Conrad Hückstädt: 15-5 / 15-9
- Martin Lundgaard Hansen –  Stanislav Pukhov: 15-12 / 15-5
- Kenneth Jonassen –  Jens Olsson: 5-15 / 15-8 / 15-9
- Dharma Gunawi –  Ismail Saman: 15-2 / 15-10
- Anders Boesen –  Ilkka Nyqvist: 15-12 / 15-2
- Keita Masuda –  Ian Maywald: 15-10 / 18-13
- Colin Haughton –  Dicky Palyama: 18-16 / 15-7
- Peter Gade –  Franklin Wahab: 15-6 / 15-3
- Oliver Pongratz –  Pontus Jäntti: 15-7 / 11-15 / 15-5
- Thomas Johansson –  Tjitte Weistra: 15-12 / 15-3
- Chris Bruil –  Hargiono: 15-12 / 15-8
- Peter Rasmussen –  Roslin Hashim: 15-12 / 15-5
- Poul-Erik Høyer Larsen –  Rikard Magnusson: 15-8 / 15-9
- Kevin Han –  Thomas Søgaard: 11-15 / 18-13 / 15-6
- Jeroen van Dijk –  Martin Lundgaard Hansen: 15-7 / 15-12
- Kenneth Jonassen –  Dharma Gunawi: 15-7 / 15-12
- Anders Boesen –  Keita Masuda: 15-6 / 11-15 / 15-5
- Peter Gade –  Colin Haughton: 15-8 / 15-12
- Oliver Pongratz –  Thomas Johansson: 15-12 / 7-15 / 17-15
- Peter Rasmussen –  Chris Bruil: 15-6 / 15-2
- Poul-Erik Høyer Larsen –  Kevin Han: 15-4 / 15-4
- Jeroen van Dijk –  Kenneth Jonassen: 15-11 / 15-5
- Peter Gade –  Anders Boesen: 15-7 / 15-6
- Peter Rasmussen –  Oliver Pongratz: 15-7 / 15-7
- Poul-Erik Høyer Larsen –  Jeroen van Dijk: 15-5 / 15-3
- Peter Gade –  Peter Rasmussen: 15-9 / 15-6
- Peter Gade –  Poul-Erik Høyer Larsen: 12-15 / 15-12 / 15-12

## Dameneinzel Qualifikation
- Wiebke Schrempf –  Sandra Mann: 11-4 / 11-4
- Petra Overzier –  Tatjana Geibig-Krax: 11-7 / 11-7
- Anne Hönscheid –  Heike Franke: 11-7 / 11-7
- Petra Overzier –  Michaela Peiffer: 7-11 / 11-3 / 11-4
- Anne Hönscheid –  Elke Cramer: 11-2 / 11-7

## Dameneinzel
- Camilla Martin –  Victoria Wright: 11-2 / 11-0
- Ella Diehl –  Katarzyna Krasowska: 10-12 / 11-4 / 12-11
- Anika Sietz –  Joanne Muggeridge: 11-6 / 7-11 / 11-6
- Charmaine Reid –  Anne Hönscheid: 11-5 / 11-7
- Mette Pedersen –  Tracey Hallam: 11-1 / 11-7
- Nicole Grether –  Maja Pohar: 11-5 / 11-4
- Margit Borg –  Brenda Beenhakker: 11-6 / 11-2
- Heidi Dössing –  Petra Overzier: 11-9 / 11-4
- Kanako Yonekura –  Dobrinka Smilianova: 11-1 / 11-2
- Kelly Morgan –  Heike Schönharting: 12-11 / 11-2
- Carolien Glebbeek –  Sandra Watt: 11-1 / 11-6
- Anne Søndergaard –  Anja Weber: 12-10 / 11-2
- Monique Hoogland –  Katja Michalowsky: 11-3 / 11-8
- Mette Sørensen –  Claudia Vogelgsang: 7-11 / 11-1 / 11-1
- Lisa Campbell –  Donna Kellogg: 11-4 / 11-7 / 1-11
- Marina Andrievskaia –  Marina Yakusheva: 11-7 / 11-1
- Camilla Martin –  Ella Diehl: 11-2 / 11-4
- Anika Sietz –  Charmaine Reid: 11-7 / 11-7
- Mette Pedersen –  Nicole Grether: 11-1 / 11-8
- Margit Borg –  Heidi Dössing: 11-2 / 11-3
- Kelly Morgan –  Kanako Yonekura: 4-11 / 11-7 / 12-9
- Anne Søndergaard –  Carolien Glebbeek: 11-4 / 11-4
- Mette Sørensen –  Monique Hoogland: 8-11 / 12-11 / 11-5
- Marina Andrievskaia –  Lisa Campbell: 11-2 / 11-4
- Camilla Martin –  Anika Sietz: 11-0 / 11-1
- Margit Borg –  Mette Pedersen: 11-1 / 8-11 / 11-8
- Kelly Morgan –  Anne Søndergaard: 10-12 / 11-6 / 11-1
- Marina Andrievskaia –  Mette Sørensen: 11-7 / 11-4
- Camilla Martin –  Margit Borg: 11-5 / 11-1
- Marina Andrievskaia –  Kelly Morgan: 11-1 / 11-9
- Camilla Martin –  Marina Andrievskaia: 11-7 / 11-2

## Herrendoppel Qualifikation
- Volker Eiber /  Bernd Schwitzgebel –  Stefan Mattheus /  Roman Spitko: 15-0 / 15-3
- Guntur Hariono /  Uwe Ossenbrink –  Christian Barthel /  Christian Huth: 15-7 / 15-7
- Volker Eiber /  Bernd Schwitzgebel –  Gregor Hönscheid /  Ian Maywald: 15-12 / 15-7
- Guntur Hariono /  Uwe Ossenbrink –  Stefan Frey /  Jens Roch: 15-12 / 15-12

## Herrendoppel
- Jon Holst-Christensen /  Michael Søgaard –  Stoil Jilev /  Nedelcho Kessov: 15-0 / 15-1
- Jacek Hankiewicz /  Robert Mateusiak –  Martin Kranitz /  Franz-Josef Müller: 15-10 / 15-11
- Nick Ponting /  John Quinn –  Alastair Gatt /  Craig Robertson: 15-7 / 15-11
- Joachim Fischer Nielsen /  Ulrik Nørgaard –  Mike Joppien /  Andreas Wölk: 18-17 / 15-10
- Peter Axelsson /  Pär-Gunnar Jönsson –  Sebastian Ottrembka /  Boris Reichel: 15-6 / 15-9
- Dharma Gunawi /  Michael Keck –  Marek Bujak /  Sven Landwehr: 15-4 / 15-9
- Jens Eriksen /  Jesper Larsen –  Boris Kessov /  Ivan Sotirov: 15-11 / 15-12
- Murray Hocking /  Mark Nichols –  Björn Decker /  Conrad Hückstädt: 9-15 / 15-2 / 15-3
- Rosman Razak /  Tan Kim Her –  Stephan Kuhl /  Joachim Tesche: 15-1 / 15-10
- Peder Nissen /  Jonas Rasmussen –  David Bamford /  Peter Blackburn: 17-18 / 15-10 / 18-13
- Ville Kinnunen /  Ilkka Nyqvist –  Keita Masuda /  Tadashi Ohtsuka: 15-7 / 9-15 / 15-8
- Simon Archer /  Chris Hunt –  Bram Fernardin /  Sven Schüler: 15-5 / 15-6
- Mihail Popov /  Svetoslav Stoyanov –  Russell Hogg /  Kenny Middlemiss: 15-13 / 11-15 / 15-6
- Michael Helber /  Björn Siegemund –  András Piliszky /  Ove Svejstrup: 15-3 / 15-12
- Guntur Hariono /  Uwe Ossenbrink –  Norman Eby /  Franklin Wahab: 15-1 / 15-3
- Jim Laugesen /  Thomas Stavngaard –  Norbert van Barneveld /  Jurgen van Leeuwen: 15-4 / 9-15 / 15-5
- Jon Holst-Christensen /  Michael Søgaard –  Jacek Hankiewicz /  Robert Mateusiak: 15-4 / 15-3
- Nick Ponting /  John Quinn –  Joachim Fischer Nielsen /  Ulrik Nørgaard: 18-15 / 15-9
- Peter Axelsson /  Pär-Gunnar Jönsson –  Dharma Gunawi /  Michael Keck: 18-17 / 15-5
- Jens Eriksen /  Jesper Larsen –  Murray Hocking /  Mark Nichols: 15-5 / 15-9
- Rosman Razak /  Tan Kim Her –  Peder Nissen /  Jonas Rasmussen: 12-15 / 15-11 / 15-3
- Simon Archer /  Chris Hunt –  Ville Kinnunen /  Ilkka Nyqvist: 15-8 / 15-6
- Michael Helber /  Björn Siegemund –  Mihail Popov /  Svetoslav Stoyanov: 15-10 / 15-11
- Jim Laugesen /  Thomas Stavngaard –  Guntur Hariono /  Uwe Ossenbrink: 15-10 / 15-12
- Jon Holst-Christensen /  Michael Søgaard –  Nick Ponting /  John Quinn: 18-13 / 15-13
- Jens Eriksen /  Jesper Larsen –  Peter Axelsson /  Pär-Gunnar Jönsson: 15-8 / 15-4
- Simon Archer /  Chris Hunt –  Rosman Razak /  Tan Kim Her: 15-7 / 15-8
- Jim Laugesen /  Thomas Stavngaard –  Michael Helber /  Björn Siegemund: 15-0 / 17-14
- Jens Eriksen /  Jesper Larsen –  Jon Holst-Christensen /  Michael Søgaard: 15-12 / 15-6
- Simon Archer /  Chris Hunt –  Jim Laugesen /  Thomas Stavngaard: 15-6 / 15-7
- Jens Eriksen /  Jesper Larsen –  Simon Archer /  Chris Hunt: 15-1 / 15-8

## Damendoppel
- Heidi Dössing /  Nicole Baldewein –  Charmaine Reid /  Kathy Zimmerman: 15-8 / 15-12
- Margit Borg /  Anne Mette Bille –  Sandra Beißel /  Nicole Grether: 6-15 / 18-13 / 15-9
- Michaela Peiffer /  Heike Schönharting –  Victoria Wright /  Rayna Tzvetkova: 17-14 / 15-5
- Marina Andrievskaia /  Catrine Bengtsson –  Elke Cramer /  Heike Franke: 15-9 / 15-5
- Nicol Pitro /  Anika Sietz –  Britta Andersen /  Ann-Lou Jørgensen: 8-15 / 15-12 / 15-4
- Ella Diehl /  Marina Yakusheva –  Tatjana Geibig-Krax /  Dobrinka Smilianova: 15-1 / 15-5
- Nichola Beck /  Joanne Davies –  Anja Weber /  Stefanie Westermann: 15-3 / 15-4
- Lisa Campbell /  Rhonda Cator –  Katja Michalowsky /  Wiebke Schrempf: 15-5 / 15-8
- Karen Neumann /  Kerstin Ubben –  Anne Hönscheid /  Petra Overzier: 15-7 / 15-8
- Sandra Mann /  Claudia Vogelgsang –  Dimitrika Dimitrova /  Dobrinka Smilianova: w.o.
- Helene Kirkegaard /  Rikke Olsen –  Heidi Dössing /  Nicole Baldewein: 15-3 / 15-0
- Margit Borg /  Anne Mette Bille –  Felicity Gallup /  Joanne Muggeridge: 15-7 / 15-12
- Monique Hoogland /  Erica van den Heuvel –  Michaela Peiffer /  Heike Schönharting: 15-1 / 15-3
- Marina Andrievskaia /  Catrine Bengtsson –  Nicol Pitro /  Anika Sietz: 15-12 / 15-9
- Nichola Beck /  Joanne Davies –  Ella Diehl /  Marina Yakusheva: 15-9 / 14-17 / 15-8
- Ann Jørgensen /  Majken Vange –  Lisa Campbell /  Rhonda Cator: 15-4 / 15-6
- Elinor Middlemiss /  Sandra Watt –  Sandra Mann /  Claudia Vogelgsang: 15-7 / 15-12
- Lisbet Stuer-Lauridsen /  Marlene Thomsen –  Karen Neumann /  Kerstin Ubben: 15-7 / 15-2
- Helene Kirkegaard /  Rikke Olsen –  Margit Borg /  Anne Mette Bille: 15-7 / 15-1
- Marina Andrievskaia /  Catrine Bengtsson –  Monique Hoogland /  Erica van den Heuvel: 15-10 / 15-13
- Ann Jørgensen /  Majken Vange –  Nichola Beck /  Joanne Davies: 15-8 / 15-4
- Lisbet Stuer-Lauridsen /  Marlene Thomsen –  Elinor Middlemiss /  Sandra Watt: 15-6 / 15-6
- Helene Kirkegaard /  Rikke Olsen –  Marina Andrievskaia /  Catrine Bengtsson: 15-3 / 15-5
- Lisbet Stuer-Lauridsen /  Marlene Thomsen –  Ann Jørgensen /  Majken Vange: 15-1 / 15-10
- Helene Kirkegaard /  Rikke Olsen –  Lisbet Stuer-Lauridsen /  Marlene Thomsen: 4-15 / 15-5 / 15-8

## Mixed
- John Quinn /  Joanne Davies –  Uwe Ossenbrink /  Wiebke Schrempf: 15-7 / 15-3
- Ove Svejstrup /  Britta Andersen –  Sebastian Ottrembka /  Kerstin Ubben: 13-15 / 15-1 / 15-7
- Svetoslav Stoyanov /  Rayna Tzvetkova –  Craig Robertson /  Sandra Watt: 15-10 / 15-6
- Jon Holst-Christensen /  Ann Jørgensen –  Björn Siegemund /  Karen Neumann: 15-2 / 15-6
- Stephan Kuhl /  Nicol Pitro –  Joachim Tesche /  Nicole Baldewein: 15-9 / 15-2
- Janek Roos /  Helene Kirkegaard –  Andrej Pohar /  Maja Pohar: 15-10 / 15-12
- Simon Archer /  Nichola Beck –  Kenny Middlemiss /  Elinor Middlemiss: 15-4 / 15-1
- Boris Reichel /  Sandra Beißel –  Norbert van Barneveld /  Lotte Jonathans: 8-15 / 15-8 / 15-11
- Jens Eriksen /  Marlene Thomsen –  John Quinn /  Joanne Davies: 15-1 / 15-7
- Peter Blackburn /  Rhonda Cator –  Ove Svejstrup /  Britta Andersen: 15-9 / 15-10
- Chris Hunt /  Donna Kellogg –  Svetoslav Stoyanov /  Rayna Tzvetkova: 15-10 / 15-1
- Michael Keck /  Erica van den Heuvel –  Jon Holst-Christensen /  Ann Jørgensen: 15-12 / 15-5
- Jonas Rasmussen /  Ann-Lou Jørgensen –  Stephan Kuhl /  Nicol Pitro: 15-8 / 7-15 / 15-6
- Janek Roos /  Helene Kirkegaard –  Peter Axelsson /  Catrine Bengtsson: 15-4 / 15-7
- Simon Archer /  Nichola Beck –  Murray Hocking /  Lisa Campbell: 15-5 / 14-18 / 15-7
- Michael Søgaard /  Rikke Olsen –  Boris Reichel /  Sandra Beißel: 15-8 / 15-0
- Jens Eriksen /  Marlene Thomsen –  Peter Blackburn /  Rhonda Cator: 15-2 / 15-5
- Chris Hunt /  Donna Kellogg –  Michael Keck /  Erica van den Heuvel: 10-15 / 15-12 / 15-7
- Janek Roos /  Helene Kirkegaard –  Jonas Rasmussen /  Ann-Lou Jørgensen: 15-7 / 11-15 / 15-9
- Michael Søgaard /  Rikke Olsen –  Simon Archer /  Nichola Beck: 15-3 / 15-1
- Jens Eriksen /  Marlene Thomsen –  Chris Hunt /  Donna Kellogg: 18-15 / 15-8
- Michael Søgaard /  Rikke Olsen –  Janek Roos /  Helene Kirkegaard: 15-12 / 15-9
- Jens Eriksen /  Marlene Thomsen –  Michael Søgaard /  Rikke Olsen: 15-11 / 12-15 / 15-6